# Pristimantis erythropleura
Espèce
Synonymes
- Hylodes erythropleura Boulenger, 1896
- Eleutherodactylus erythropleurus (Boulenger, 1896)

Statut de conservation UICN

 LC  : Préoccupation mineure
Pristimantis erythropleura est une espèce d'amphibiens de la famille des Craugastoridae.

## Répartition
Cette espèce est endémique de Colombie. Elle se rencontre dans les départements de Caldas, d'Antioquia, de Quindío, de Risaralda et de Valle del Cauca entre 1 200 et 2 600 m d'altitude sur le versant Ouest de la cordillère Occidentale et dans le nord de la cordillère Centrale.

## Description
La femelle holotype mesure 31 mm.

## Publication originale
- Boulenger, 1896 : Descriptions of new reptiles and batrachians from Colombia. Annals and Magazine of Natural History, sér. 6, vol. 17, p. 16-21 (texte intégral).